# اگوستین د ایتروبیده
اگوستین د ایتروبیده (انگلیسی: Agustín de Iturbide; ۲۷ سپتامبر ۱۷۸۳ – ۱۹ ژوئیهٔ ۱۸۲۴) یکی از رهبران نظامی جنگ استقلال مکزیک و نخستین رهبر سیاسی تاریخ این کشور محسوب می‌شود که بین سال‌های ۱۸۲۲ تا ۱۸۲۳ میلادی بر مکزیک حکمرانی می‌کرد.

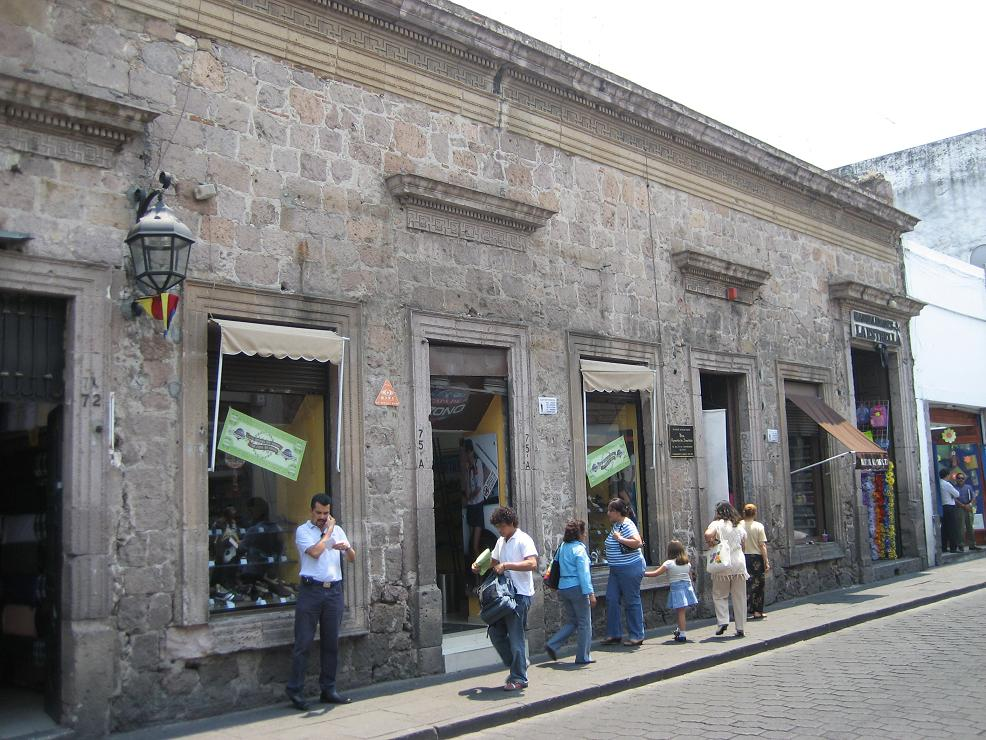
محل تولد آگوستین

## زندگی قبل از جنگ استقلال
آگوستین کازماس دامیان د ایتروبیده در ۲۷ سپتامبر ۱۷۸۳ در محلی که آن زمان والادولید نامیده می‌شد، و اکنون مورلیا، پایتخت ایالت میچوآکان است، متولد شد. او با نام‌های سنت کازماس و دامیان در کلیسای جامع تعمید یافت. او پنجمین فرزند متولد شده در خانواده، و تنها فرد مذکری بود که زنده ماند و سرانجام سرپرست خانواده شد. والدین آگوستین از طبقه ممتاز وایادولید و مالکان زمین‌های کشاورزی از جمله زمین‌های آپئو و گواراچا و زمین‌هایی در نزدیکی کویریو بودند. پدر آگوستین از خانواده‌ای از اشراف باسک بود که نجیب‌زادگی آنها توسط خوان دوم آراگون تأیید شده بودند.

## رسیدن به امپراتوری
با پایان جنگ استقلال مکزیک و استقلال این کشور از اسپانیا قرار شد تا مکزیک به صورت یک نظام امپراتوری درآید و یکی از اعضای خاندان‌های سلطنتی اروپا به عنوان امپراتور این کشور برگزیده شود ولی به دلیل فشارهای سیاسی اسپانیا هیچ‌کدام از اشراف اروپایی حاضر به پذیرش سلطنت مکزیک نشدند. از این رو انقلابیون مکزیک اگوستین ایتروبیده از رهبران جنگ استقلال را به صورت موقت به عنوان نایب السلطنه انتخاب کردند. سرانجام در ۱۹ مه سال ۱۸۲۲ میلادی ایتروبیده رسماً امپراتور این کشور شد و در ۲۱ ژوئیه همان سال تاج گذاری کرد.

## مبارزه با شورش

### ۱۶–۱۸۱۰
پس از شروع جنگ استقلال در سال ۱۸۱۰، میگوئل هیدالگو ای کاستیا برای آگوستین د ایتروبیده در نیروهای شورشی درجه ژنرال را پیشنهاد کرد. آگوستین این پیشنهاد را رد کرد، زیرا او جنایاتی را که غالباً افراد آموزش ندیده ارتش شورشی علیه غیرنظامیان اسپانیایی انجام می‌دادند، را رد می‌کرد. او در عوض جنگ برای نیروهای سلطنتی را انتخاب کرد. در طول جنگ، آگوستین با ژنرال‌ها خوزه ماریا مورلوس از ۱۸۱۰ تا ۱۸۱۶ و ویسنته گوئررو در ۱۸۲۰ جنگید.

## برکناری و مرگ
سلطنت ایتروبیده بر مکزیک تنها ۸ ماه دوام آورد، علت آن اختلافات او با سایر رهبران انقلابی مکزیک بود که خیلی زود به سقوط او منجر شد. انقلابیون با انجام کودتایی او را از سلطنت خلع کرده و در سال ۱۸۲۴ میلادی به قتل رساندند.